# Xe bán tải

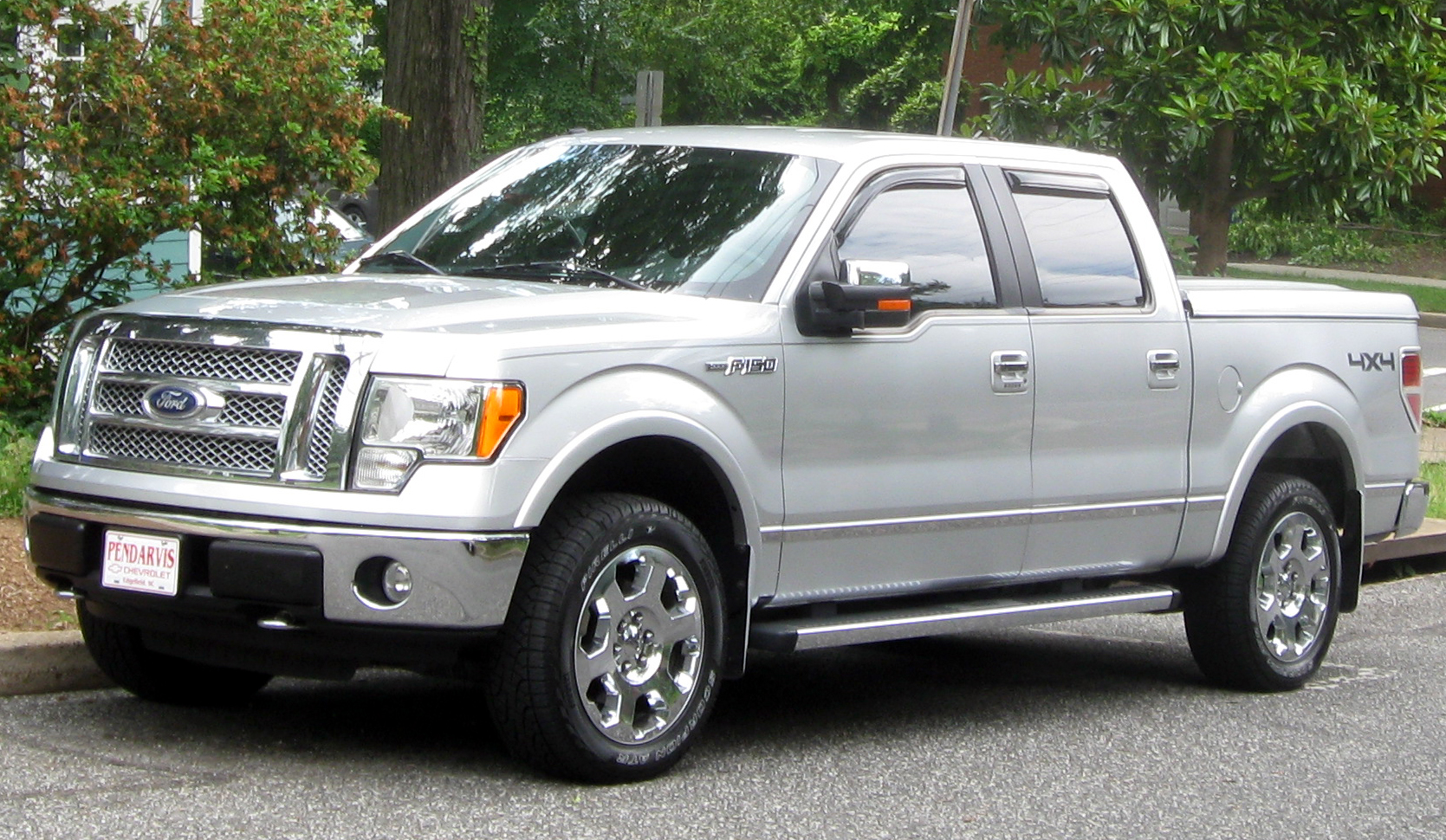
Ford F-150 Supercrew với tonneau, bốn cửa, sidestep và cản gió

Xe bán tải là một chiếc xe hơi hạng nhẹ có cabin kín và một khu vực phía sau để hàng hóa mở hoặc đóng với các góc cạnh và đuôi xe thấp. Từng là một công cụ làm việc với ít tiện nghi sinh hoạt, vào những năm 1950, người tiêu dùng bắt đầu mua xe bán tải vì kiểu sống phù hợp và đến thập niên 1990, chưa đến 15% chủ sở hữu báo cáo sử dụng trong công việc là mục đích chính của xe bán tải. Ngày nay ở Bắc Mỹ, chiếc bán tải này chủ yếu được sử dụng làm xe chở khách và hàng hóa cồng kềnh  chiếm khoảng 18% tổng số xe được bán ra tại Hoa Kỳ.
Xe bán tải và SUV cỡ lớn là nguồn thu quan trọng của GM, Ford và Fiat Chrysler Automobiles, chiếm hơn hai phần ba thu nhập trước thuế toàn cầu của hai công ty này, mặc dù xe bán tải chỉ chiếm 16% sản lượng xe ở Bắc Mỹ. Những chiếc xe này có tỷ suất lợi nhuận cao và giá cao hơn nhiều so với xe khác, với 40% số xe Ford F-150 được bán với giá từ 40.000 USD trở lên tùy biến thể và nơi tiêu thụ không riêng gì khu vực Bắc Mỹ.
Thuật ngữ pickup truck trong tiếng Anh không rõ nguồn gốc từ đâu ra.Nó được sử dụng bởi Studebaker vào năm 1913 và vào những năm 1930, "pick-up" (gạch nối) đã trở thành thuật ngữ tiêu chuẩn. Ở Úc và New Zealand, " ute ", viết tắt của xe đa dụng,được sử dụng cho cả xe bán tải và xe coupé. Ở Nam Phi, mọi người trong tất cả các nhóm ngôn ngữ sử dụng thuật ngữ bakkie, một từ nhỏ của bak, tiếng Afgané cho bát / container, do khu vực chở hàng hóa giống như một cái bát.

## Lịch sử

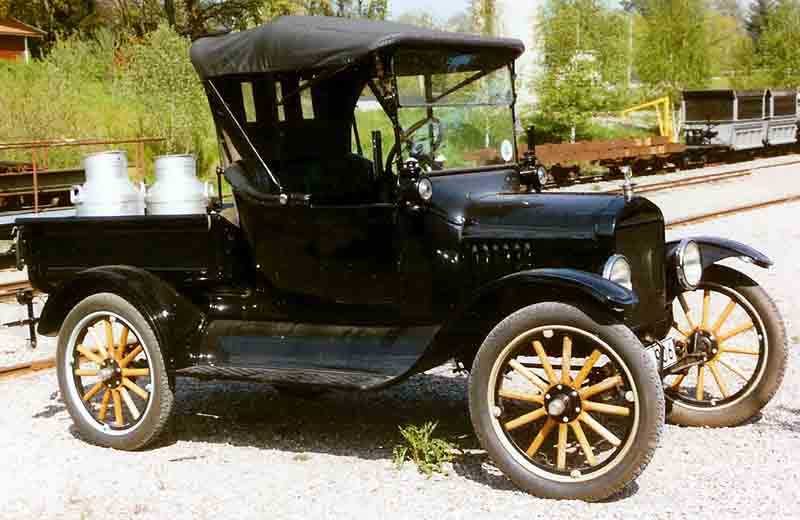
Xe bán tải Ford Model T đời 1922

Trong những ngày đầu sản xuất ô tô, xe chỉ được bán dưới dạng khung gầm và các hãng thứ ba đã thêm các bộ phận lên trên khung này. Năm 1913, Galion Allsteel Body Company, nhà phát triển đầu tiên của xe bán tải và xe tải, đã chế tạo và lắp đặt các hộp kéo trên khung gầm Ford Model T được sửa đổi một chút, và từ năm 1917 trên Model TT. Tìm kiếm một phần thị phần này, Dodge đã giới thiệu một chiếc bán tải 3/4 tấn với cabin và thân được làm hoàn toàn bằng gỗ vào năm 1924. Vào năm 1925, Ford đã tiếp nối với một mẫu xe dựa trên thép T, thân xe, với một cánh đuôi có thể điều chỉnh và lò xo phía sau chịu tải nặng. Được quảng cáo là "Ford Model T Runabout with Pickup Body", nó được bán với giá 281 đô la Mỹ; 34.000 xe loại này đã được. Năm 1928, mẫu xe này đã được thay thế bằng Model A có buồng lái kín, kính chắn gió an toàn, cửa sổ bên cuộn lên và hộp số ba tốc độ. Năm 1931, Chevrolet đã sản xuất chiếc bán tải lắp ráp đầu tiên tại nhà máy. Ford Úc đã sản xuất "ute" Úc đầu tiên vào năm 1932. Trong Chiến tranh thế giới thứ hai, chính phủ Hoa Kỳ đã ngừng sản xuất xe bán tải thuộc sở hữu tư nhân.
Vào những năm 1950, người tiêu dùng bắt đầu mua xe bán tải vì lối sống hơn là lý do thực dụng. Những chiếc xe tải không mui, giống như xe hơi, trơn tru, được giới thiệu, chẳng hạn như Chevrolet Fleetside, Chevrolet El Camino, Dodge Sweptline, và vào năm 1957, Styleside được xây dựng có mục đích của Ford. Xe bán tải bắt đầu có các mặt hàng tiện nghi như tùy chọn điện và điều hòa không khí. Xe tải trở nên có định hướng hành khách hơn với việc tạo ra khung riêng cho người lái taxi trong các mẫu xe Toyota Stout  và Hino Briska, được giới thiệu vào năm 1962. Dodge theo sau với một mẫu xe có khung kín cho người lái taxi vào năm 1963, Ford vào năm 1965 và General Motors vào năm 1973.
Năm 1963, thuế gà tại Mỹ đã trực tiếp ngăn chặn việc nhập khẩu xe Volkswagen Type 2, làm lệch thị trường theo hướng có lợi cho các nhà sản xuất Mỹ. Thuế quan này ảnh hưởng trực tiếp đến bất kỳ quốc gia nào muốn đưa xe tải nhẹ vào Mỹ và "ép các công ty xe tải châu Á nhỏ hơn ra khỏi thị trường xe bán tải Mỹ" một cách hiệu quả. Trong những năm qua, Detroit đã vận động để bảo vệ thuế xe tải nhẹ,  do đó giảm áp lực cho Detroit để giới thiệu các mẫu xe gây ô nhiễm ít hơn và điều đó giúp tăng khả năng tiết kiệm nhiên liệu.
Chính sách tiết kiệm nhiên liệu trung bình doanh nghiệp (CAFE) năm 1973 của chính phủ Hoa Kỳ đặt ra yêu cầu tiết kiệm nhiên liệu cao hơn cho ô tô so với xe bán tải. CAFE đã dẫn đến việc thay thế station wagon bằng minivan thuộc danh mục xe tải, cho phép nó tuân thủ các tiêu chuẩn khí thải ít nghiêm ngặt hơn. Cuối cùng, ý tưởng tương tự đã dẫn đến việc thúc đẩy các loại xe thể thao đa dụng (SUV). Xe bán tải, vốn không bị cản trở bởi các quy định kiểm soát khí thải trên xe hơi, đã bắt đầu thay thế những chiếc xe cơ bắp như là phương tiện hiệu suất được lựa chọn. Dodge Warlock xuất hiện trong dòng "đồ chơi người lớn" của Dodge, cùng với Macho Power Wagon và Street Van. Thuế tiêu thụ xăng tập trung vào đánh thuế xe hơi không hiệu quả trong khi miễn thuế này cho các xe bán tải, tiếp tục làm méo mó thị trường theo hướng có lợi cho xe bán tải.
Vào những năm 1980, Mazda B-series nhỏ gọn, Isuzu Faster và Mitsubishi Forte xuất hiện. Sau đó, các nhà sản xuất xe hơi Mỹ đã xây dựng những chiếc bán tải nhỏ gọn của riêng họ cho thị trường nội địa: Ford Ranger và Chevrolet S-10. Các mẫu xe minivan xâm nhập vào thị phần của xe bán tải. Trong những năm 1990, thị phần của xe bán tải đã bị thu hẹp thêm nữa do sự phổ biến của xe SUV.

## Thư viện ảnh

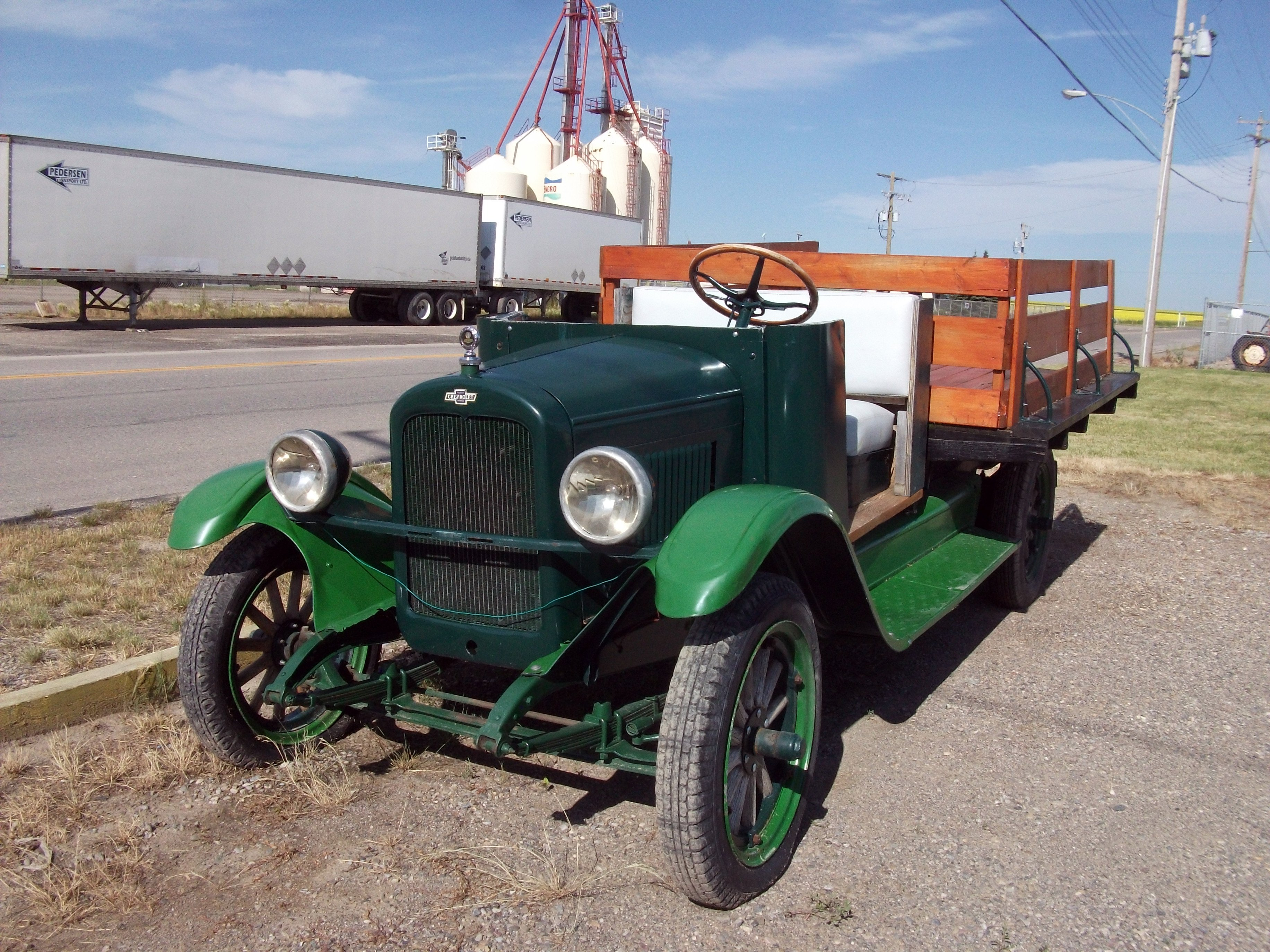
Chevrolet 1925
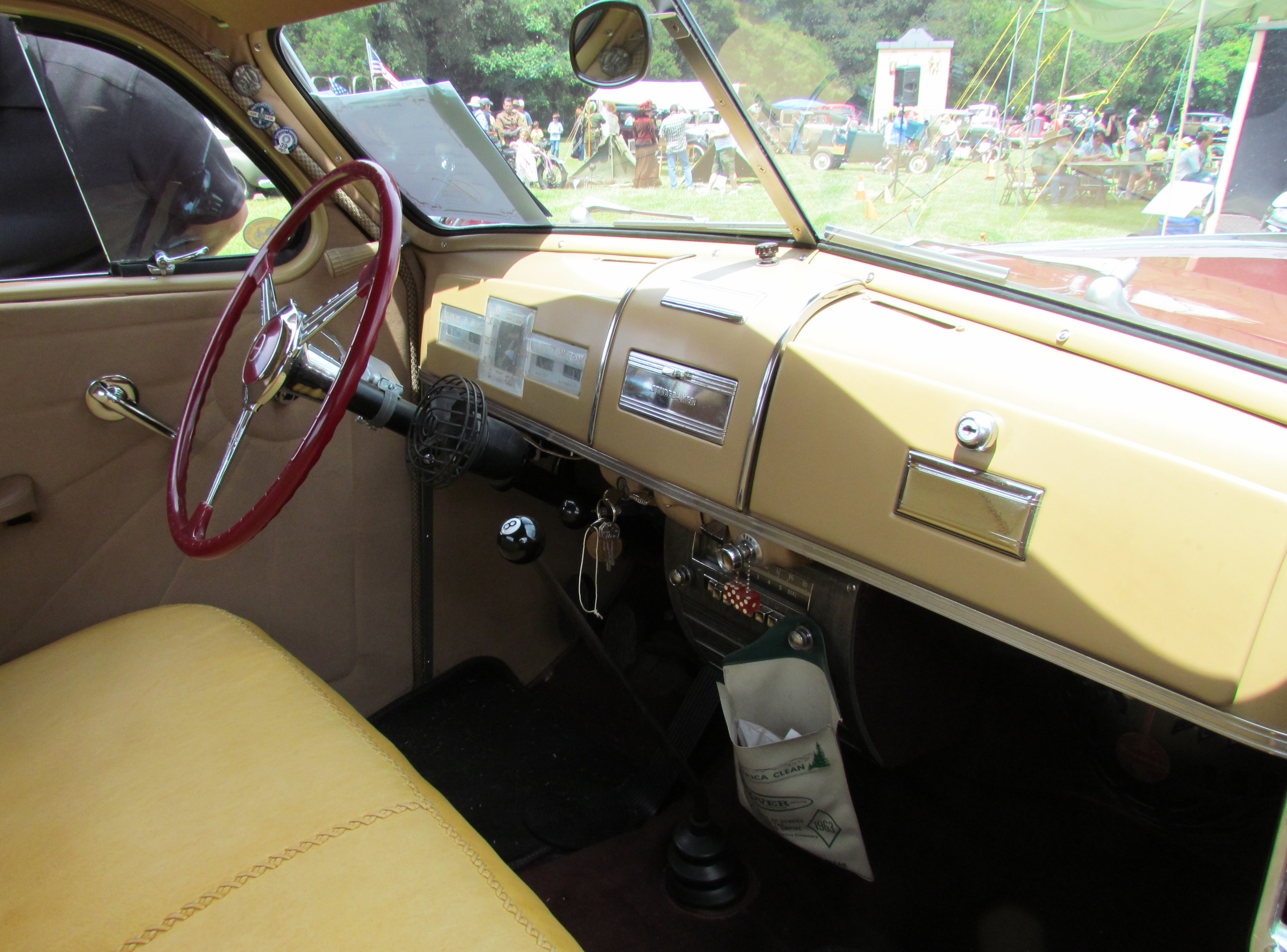
1939 Studebaker
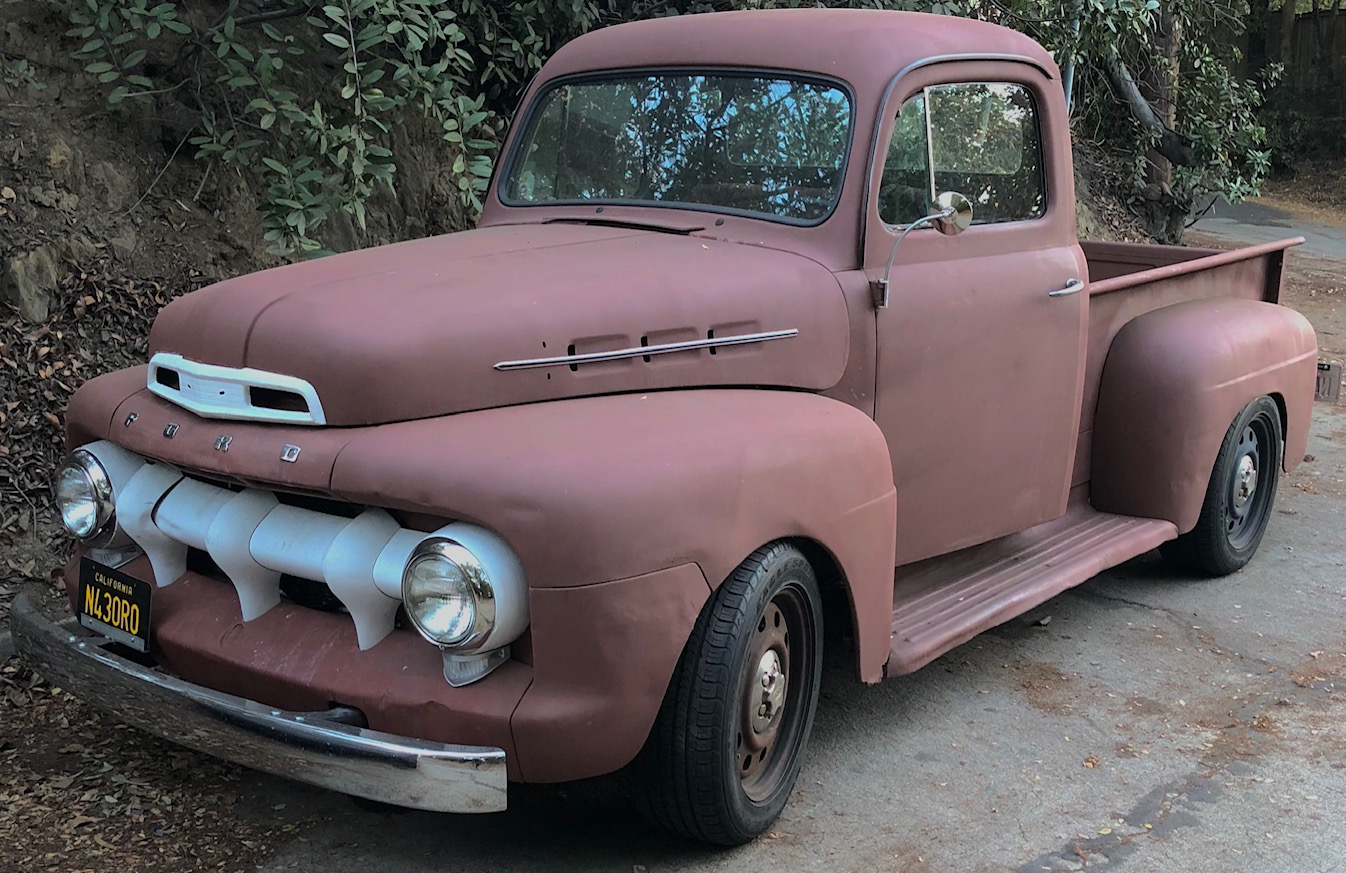
Dòng Ford F 1948
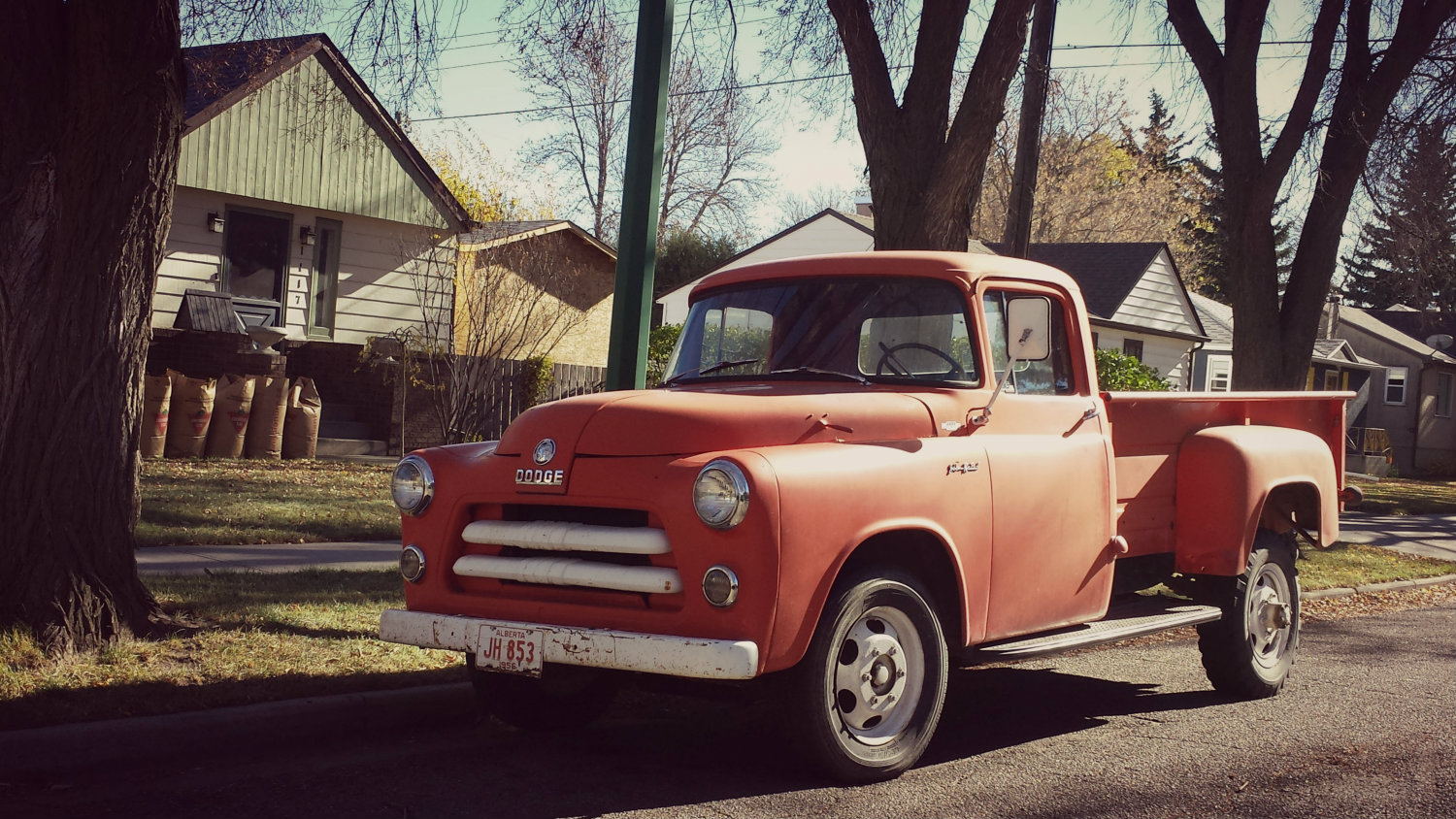
1956 Dodge
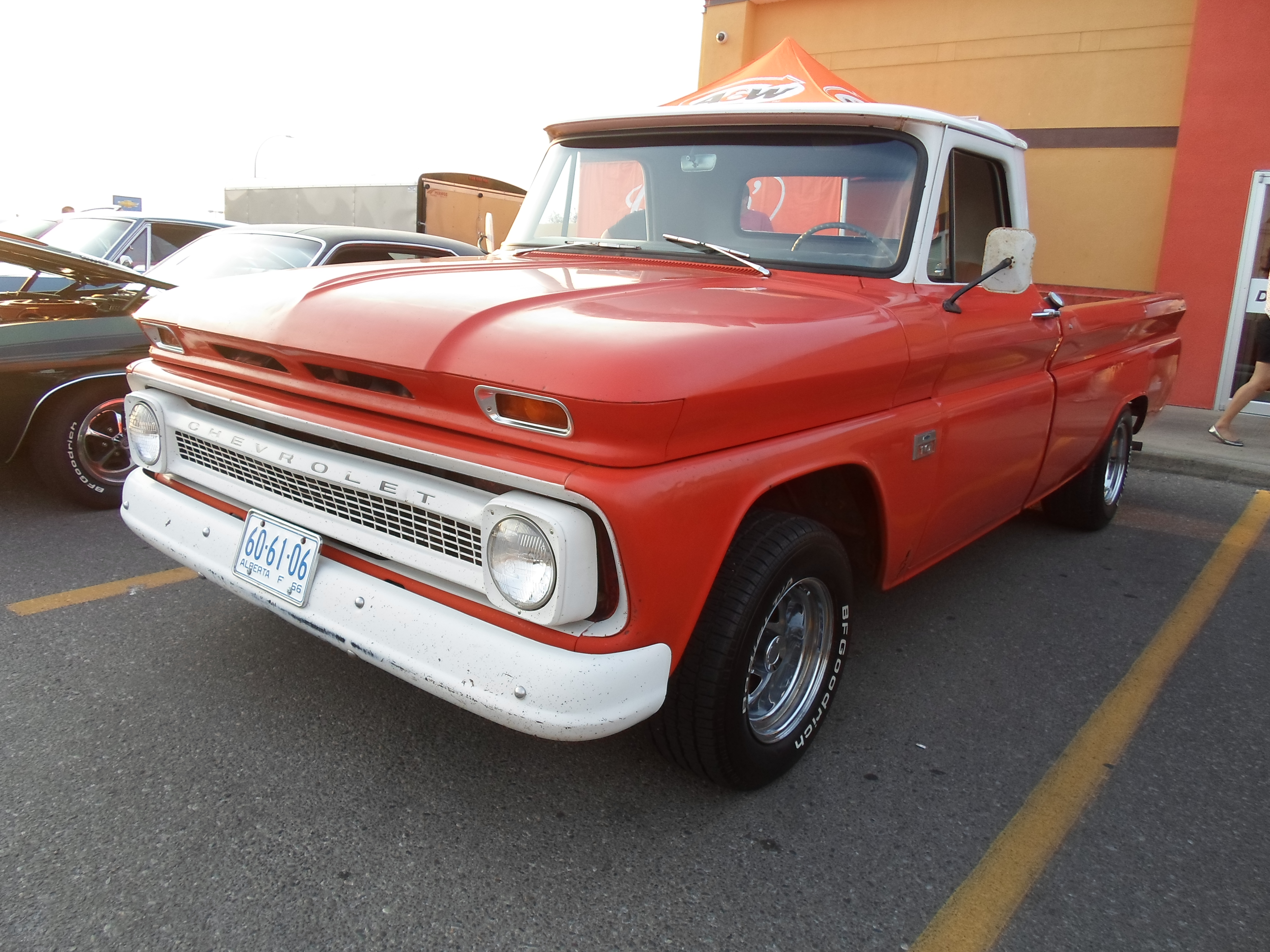
1966 Chevrolet C10
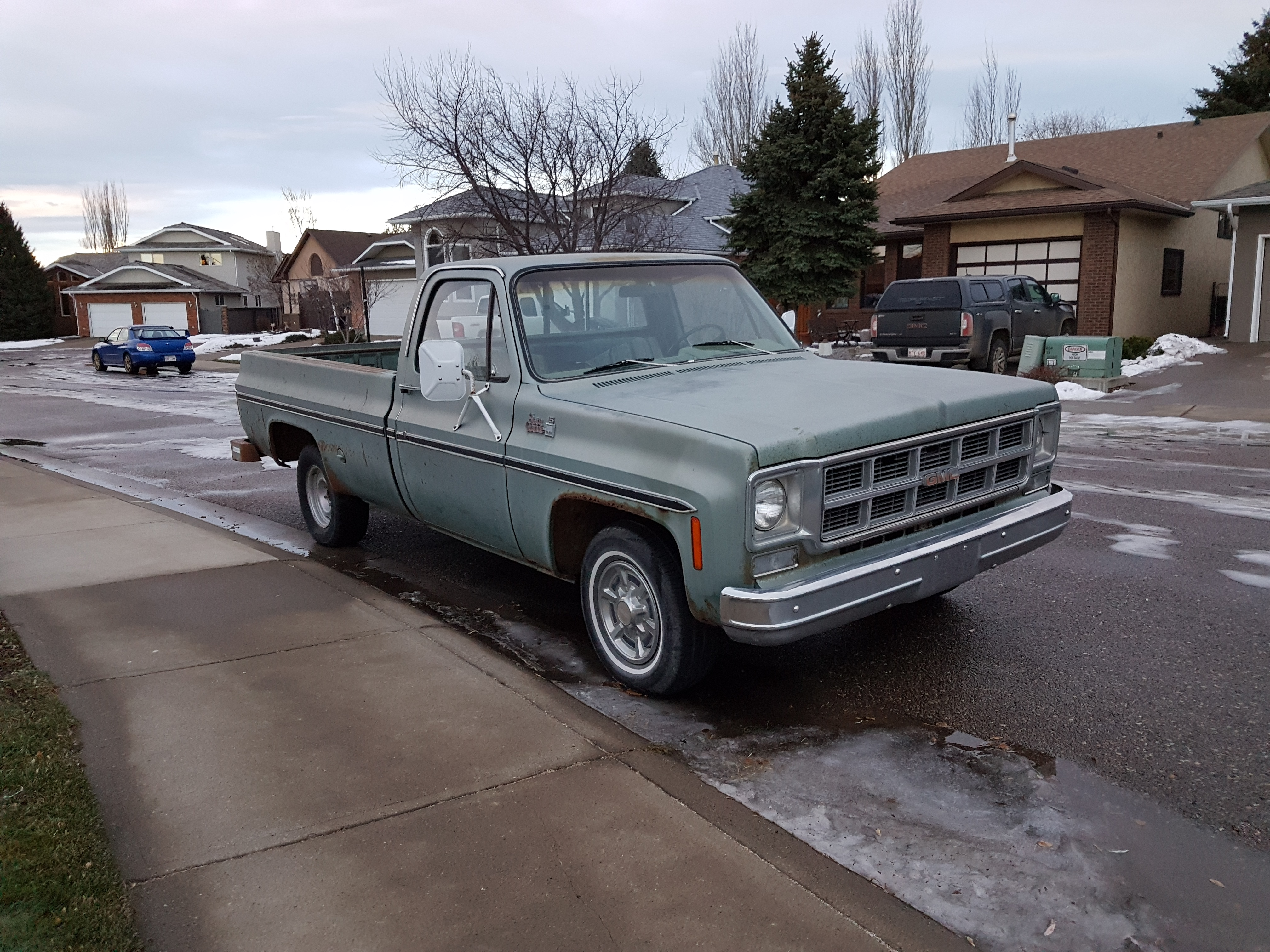
Xe bán tải GMC Sierra Grande thập niên 1970
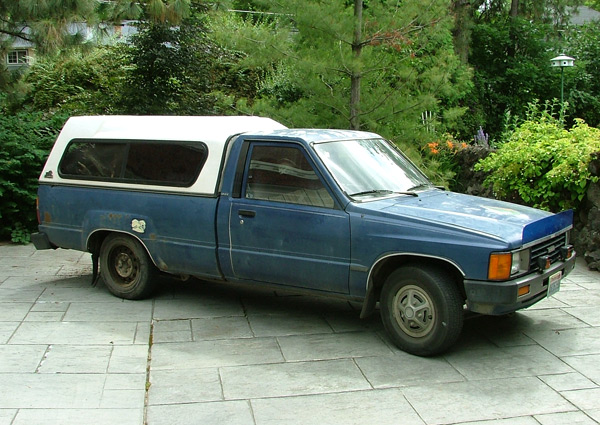
1984 Toyota